# 君は淫らな僕の女王
『君は淫らな僕の女王』（きみはみだらなぼくのじょおう）は、原作：岡本倫・作画：横槍メンゴによる日本の漫画作品。ある願いを叶えてもらう代わりに自制心を一定時間失ってしまうヒロインと、その幼馴染の男子の日常を描いたエロティック・コメディである。2012年から2017年にかけて、『週刊ヤングジャンプ』、およびその増刊号である『ミラクルジャンプ』・『ヤングジャンプGOLD』（いずれも集英社）で掲載された。全11話。

## あらすじ
本作の主人公・斉藤アキラは、小さい頃に離れ離れとなった幼馴染・川奈昴が通う全寮制の学校に合格し、昴と再会を果たす。しかし、昴は再会したアキラに冷たい態度を取る。そんな折、アキラはあるおまじないの噂を耳にする。それは、「裏の神様」と呼ばれる神に願い事をすると、その願いが叶うというものだった。昴との距離を縮めたいアキラが、寮の自分の部屋と昴の部屋を繋げるよう裏の神様に願うと、実際に願いが叶ってしまう。戸惑うアキラと昴の前に裏の神様が現れ、願いを叶えた報酬として昴から自制心を奪う。自制心を失った昴はアキラに対して冷たい態度を取っていた理由を打ち明け、更にアキラに性行為を求め、アキラを驚かせる。
その後、昴に許婚がいることが発覚する。アキラはショックを受けるが、昴から「校内の定期試験で3年間1位を取り続けられたら、好きな男性と結婚してもよい」という約束を父親と交わしたことを伝えられる。しかし、ある回の定期試験で昴は1位を取ることができず、父親から許婚と結婚するよう命令される。昴は父親に対して初めて本音をぶちまけ、これを受けて父親も考えを改める。
一連の出来事を経てアキラと昴は男女の仲になるが、その後、昴の父親が経営する会社が経営危機に陥る。この事態に対し、昴の許婚が、昴との結婚を条件に救済を申し出、昴も苦渋の判断でこれを承諾する。しかし、アキラは昴の妹と共におまじないを実行し、自制心と引き換えに「昴を助けるための力」を得、昴を窮地から救う。そして3年後、アキラが昴に求婚するところで物語は終わる。

## 登場人物
斉藤 アキラ（さいとう アキラ）
本作の主人公。小さい頃に昴と出会い、それ以来ずっと昴に好意を抱いている。
川奈 昴（かわな すばる）
本作のヒロイン。旧華族出身で、才色兼備のお嬢様。
小さい頃にアキラと出会い、それ以来ずっとアキラに好意を抱いている。本来は男勝りでがさつな性格だが、かつてアキラに「男女（おとこおんな）」と言われたことがきっかけで、女の子らしく振舞うようになる。また変態な一面もあり、アキラのことを考えてしょっちゅうオナニーをしている。

## 登場用語
おまじない
本作に登場するおまじないでは、2人の人間が裏の神様に同じ願い事を唱えると、裏の神様がその願い事を叶えてくれる。おまじないが成立した場合、2人のうち先に願い事を唱えた人間は1日に1時間、裏の神様に自制心を奪われ、本能のままに行動するようになる。なお、奪われた自制心が規定量に達した場合、おまじないの効果は消え、同時に自制心も奪われなくなる。

## 制作背景
本作は、岡本の連載の合間の企画としてスタートした。当初は1本の読み切りで終わる予定だったが、ヒロインが自制心を失うという設定や、可愛らしい絵柄とエロのギャップが話題となり、その後、不定期で続編が発表されるようになった。
なお、本作は、岡本がネームを作成し、その後、横槍が作画を行うという形で制作された。

## 作風
本作は男性をターゲットとして制作された。
ライターの松浦迅徹は、本作を「読者の欲望にストレートな」作品、と評している。また、マンガボックスの編集長を務める安江亮太は、本作について、幼馴染の高校生2人のラブコメとしても起承転結がしっかりと展開されている、と評価している。

## 書誌情報
- 原作：岡本倫・作画：横槍メンゴ 『君は淫らな僕の女王』 集英社〈ヤングジャンプ・コミックス〉、全2巻
  1. 2013年2月24日第1刷発行（2月19日発売[14]）、ISBN 978-4-08-879525-6
  2. 2017年11月22日第1刷発行（11月17日発売[15]）、ISBN 978-4-08-890753-6